# Amor Jebali
Amor Jebali (arab. امور جيبالي, ur. 24 grudnia 1956 w La Marsa) – piłkarz tunezyjski grający na pozycji obrońcy.

## Życiorys
Jebali całą karierę piłkarską związany był z klubem z rodzinnego miasta, AS Marsa, z którym w 1984 roku zdobył Puchar Tunezji.
Był reprezentantem Tunezji, a w pierwszej reprezentacji zadebiutował 18 lutego 1976 roku w wygranym 2:1 towarzyskim meczu z reprezentacją Jugosławii. W 1978 roku Jebali był członkiem kadry Tunezji na Mistrzostwa Świata w Argentynie. Był tam podstawowym obrońcą i zagrał we wszystkich 3 grupowych meczach swojej drużyny w pełnym wymiarze czasowym - w wygranym 3:1 meczu z Meksykiem, przegranym 0:1 meczu z Polską oraz zremisowanym 0:0 meczu z RFN. Tunezja pomimo zdobycia 3 punktów nie wyszła wówczas grupy i zajęła 3. miejsce za Polską i RFN. Brał także udział w nieudanych dla Tunezji kwalifikacjach do Mistrzostw Świata w Hiszpanii.
W swojej karierze rozegrał ponad 30 meczów w kadrze i zdobył w niej 2 gole (w eliminacjach do MŚ 78 w meczu z Algierią, zremisowanym 1:1 oraz w eliminacjach do Pucharu Narodów Afryki 1982 w wygranym 1:0 meczu z Senegalem).